# Siva grozdna plesen
Siva grozdna plesen (znanstveno ime Botrytis cinerea) je glivična bolezen, ki napada grozdje vinske trte in s tem povzroča veliko škodo vinogradnikom.
Ta bolezen se pojavlja zaradi močnejšega gnojenja in posledično bujne rasti, zbitosti grozdja in uporabe nekaterih fungicidov, ki rast te glive celo pospešujejo. Pojavi se v vlažnih vremenskih razmerah in pri dokaj visokih temperaturah. Grozdje napade predvsem takrat, ko so jagode poškodovane. V močnih napadih napade celo peclje.
Obolelost se sprva pokaže kot sivo rjava obarvanost jagod, ki se kasneje zmehčajo in se ob deževnem vremenu obdajo z gosto sivo plesnivo prevleko. Sčasoma se obolelost preseli na sosednje jagode in lahko uniči cel grozd. Močno napadeni grozdi, ki imajo gnile tudi peclje, pogosto odpadejo.
V primeru, da se siva grozdna plesen pojavi pozno, ko jagodni sok vsebuje že več kot 12 % sladkorja in okužbi sledi obdobje suhega vremena, se plesen sprevrže v t. i. žlahtno gnilobo. V tem primeru plesen pospeši izhlapevanje vode iz jagod ter porabi nekoliko več kisline ter da soku značilen okus po žlahtni gnilobi. V tem primeru je vinogradniku ta bolezen celo v prid. Taki pogoji pa so precej redki. Pogosteje gniloba napade grozdje že, ko ima le okoli 4 % sladkorja in pospeši gnitje. Taka gniloba se imenuje surova gniloba in povzroča neprijeten okus ter težave vinarjem. Okusa po tej gnilobi se je namreč težko znebiti, ta vrsta plesnivosti pa vpliva tudi na barvo rdečih vin.
Siva plesen lahko v deževnih pomladih napade celo kabrnke in povzroči njihovo gnitje. Včasih se lahko zgodi, da zgnijejo celo do 20 cm dolgi poganjki. Zelo redko gliva napade celo razvite liste. V tem primeru se na listju pojavijo večje vodene pege, ki se kasneje obdajo s sivo plesnivo prevleko.
Sivo grozdno plesen lahko uničijo le nekateri fungicidi. Škropiti je treba še pred pojavom sive grozdne plesni, škropiti pa je treba dva do trikrat letno in sicer po grozdju. Pri tem je treba upoštevati varnostno dobo in karenco. Pri prepoznem škropljenju ima lahko vinogradnik težave z vrenjem.
Preventiva proti sivi grozdni plesni je tudi usklajeno gnojenje z gnojili z manjšo vsebnostjo dušika in redno spodobiranje in vršičkanje vinograda.